# Lužičtí Srbové
Lužičtí Srbové (hornolužickosrbsky Serbja, dolnolužickosrbsky Serby) jsou malý západoslovanský národ obývající jihovýchodní část východního Německa, historicky zvanou Lužice. Používají dva samostatné spisovné jazyky: hornolužičtinu (též hornolužická srbština, horní lužická srbština ) a dolnolužičtinu (též dolnolužická srbština, dolní lužická srbština). Jejich pojmenování Srbové (německy Sorben na rozdíl od jihoslovanských Serben), česky Lužičtí Srbové, je pojem, který jednotně označuje původní slovanské obyvatelstvo Dolní Lužice (Lužičané) a Horní Lužice (Milčané). Vlastní Srbové byli příslušníky slovanských kmenů, které žily na západ od nynějších Lužičanů a Milčanů žijících v dnešní Horní Lužici a kteří vlivem germanizace upadli v zapomenutí.
V oblasti Lužice působí organizace Domowina, která zastřešuje řadu lužickosrbských spolků a udržuje lužický kulturní život a národní povědomí.

## Historie Lužických Srbů

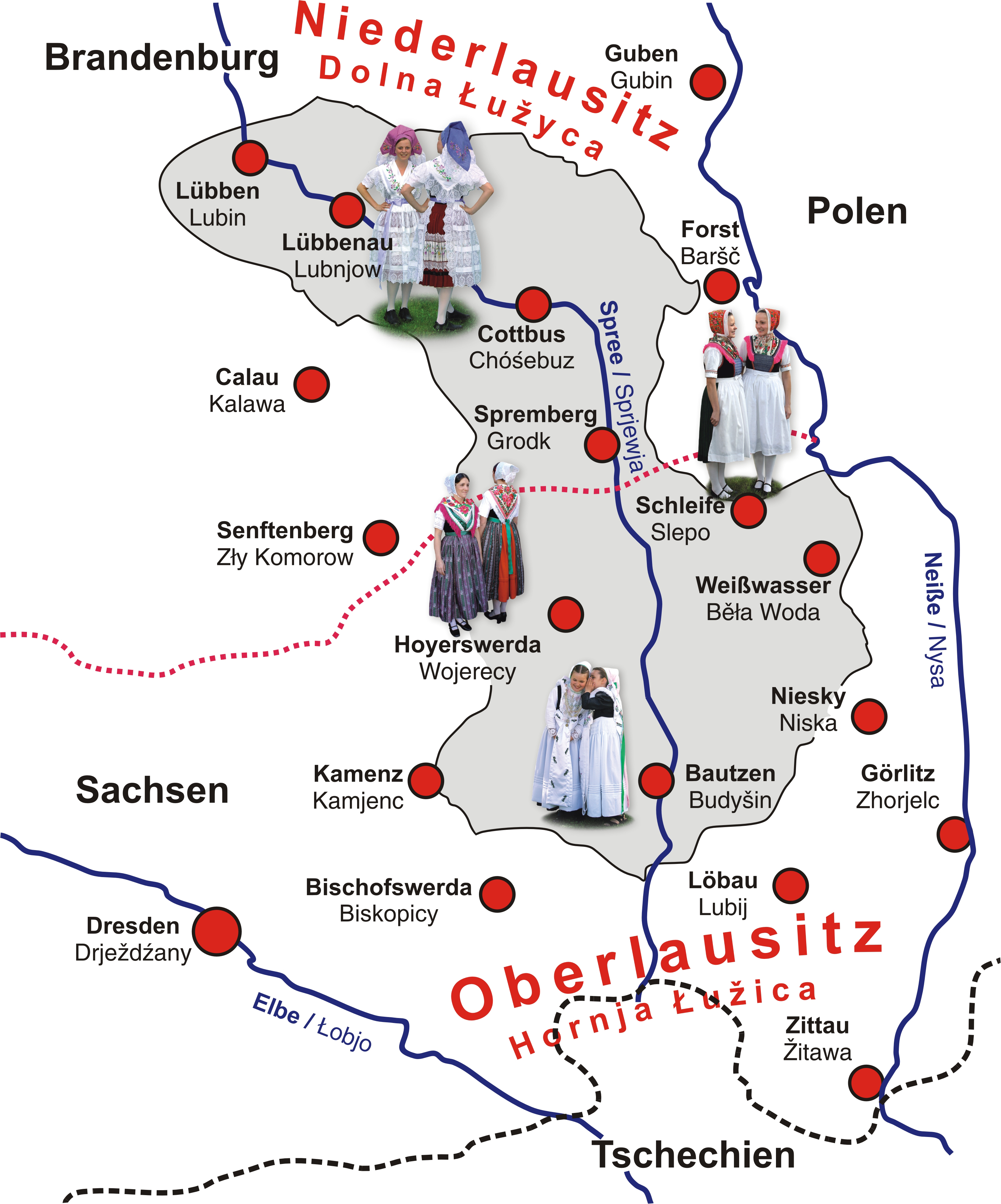
Území kde dnes žijí Lužičtí Srbové (Serbska Łužica)

Srbové osídlili území Lužice v době stěhování národů. V 7. století je zde zmiňován kníže Dervan. Území bylo v 10. století dobyto a kolonizováno německou šlechtou (expanzi zahájil východofranský král Jindřich I. Ptáčník). Srbové tak ztratili samostatnost. Od 14. století do roku 1635 byla Lužice součástí Zemí Koruny české. Již během této doby se Braniborskému markrabství podařilo postupně získat některé části Dolní Lužice včetně její metropole Chotěbuzi. Ve středověku platila různá omezení a zákazy srbského jazyka. Po reformaci nastala mírná liberalizace. Vznikl psaný jazyk – i když tedy ve třech variantách: dolnosrbsky, hornosrbsky – evangelicky, hornosrbsky – katolicky.
Během třicetileté války, od roku 1635, připadla za pomoc Habsburkům Horní Lužice  s většinou území původní Dolní Lužice k Sasku. Za napoleonských válek získalo Sasko od Pruska Chotěbuz i s jejím okolím.  

### 19. století

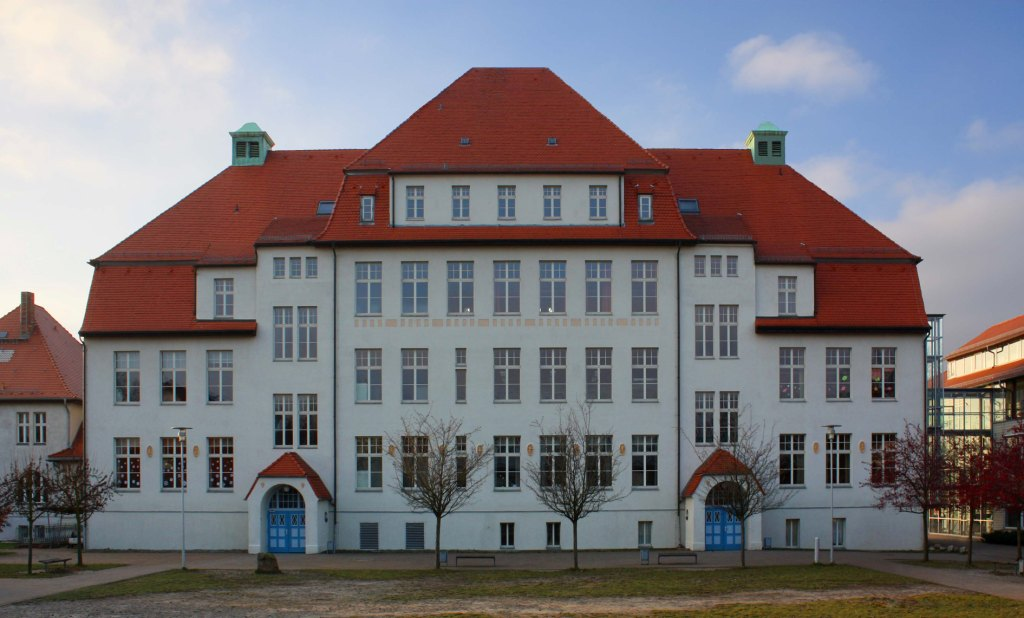
Lužickosrbské gymnázium v Chotěbuzi

Roku 1815 bylo území Lužice nově rozděleno. Celá Dolní Lužice se stala součástí Pruské provincie Braniborska, severovýchod Horní Lužice se stal součástí pruské provincie Slezska; zbytek Horní Lužice zůstal Sasku. V rámci Pruska ztratila Lužice autonomní postavení. 

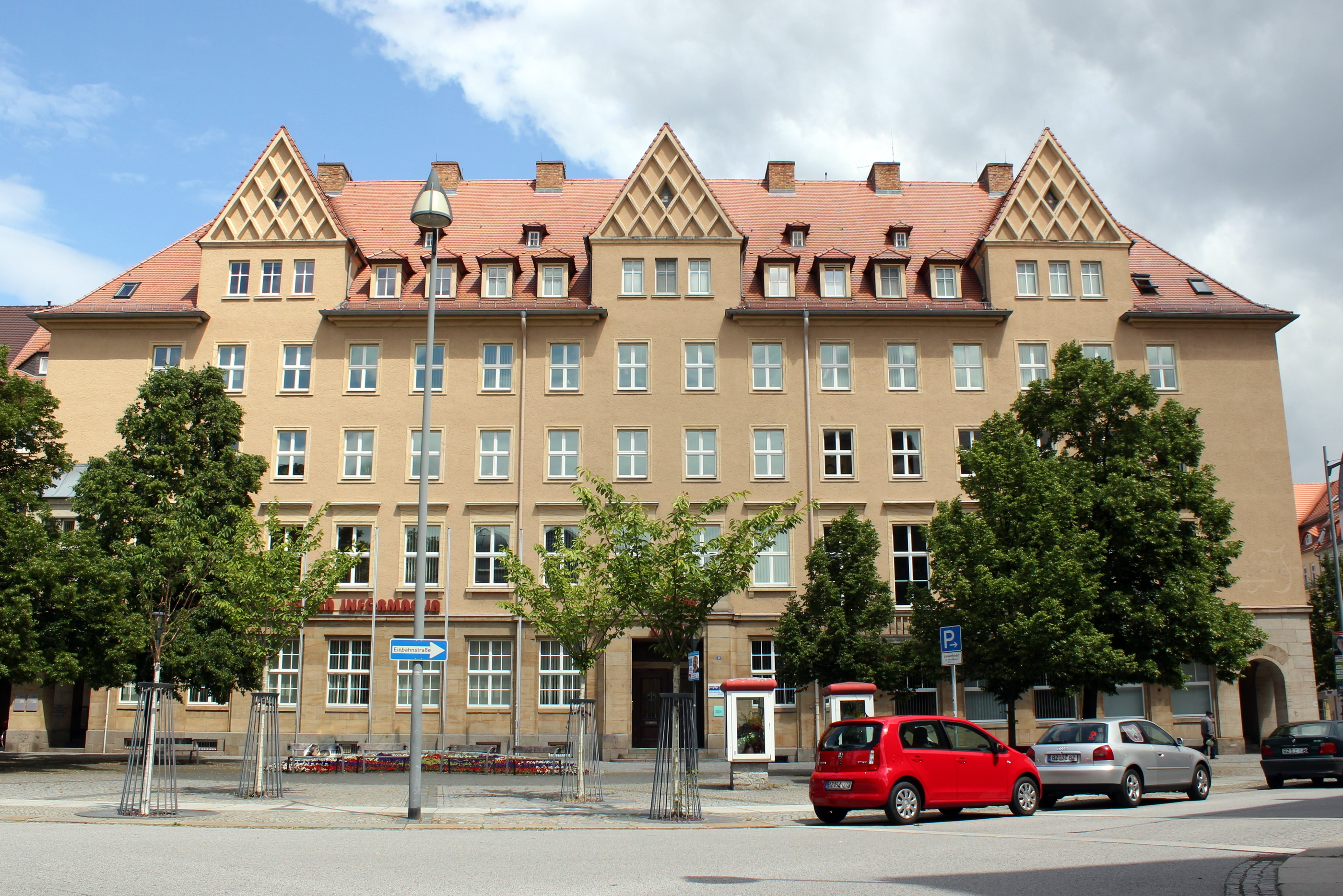
Serbski dom v Budyšíně

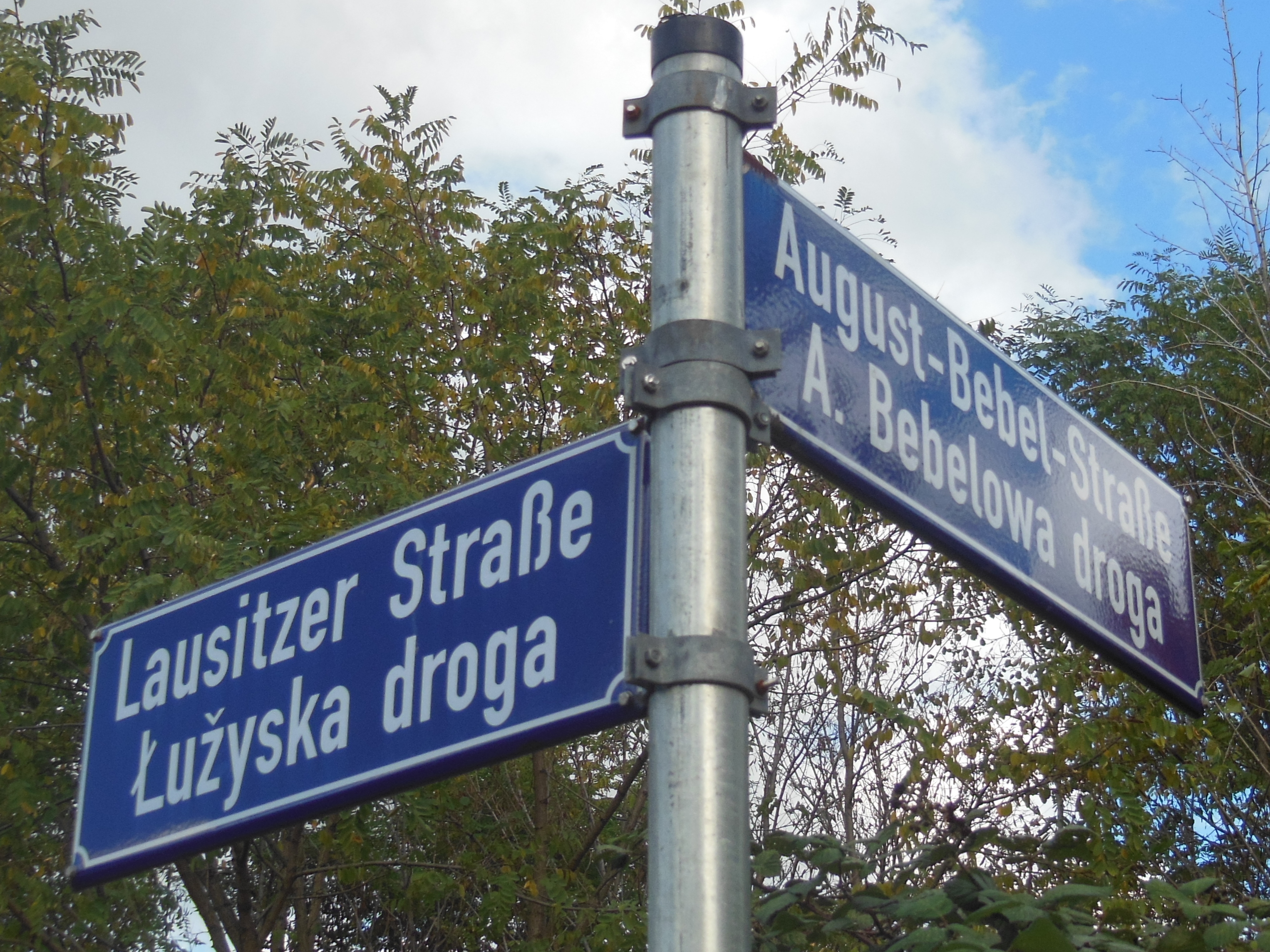
Dvojjazyčné názvy ulic v Chotěbuzi

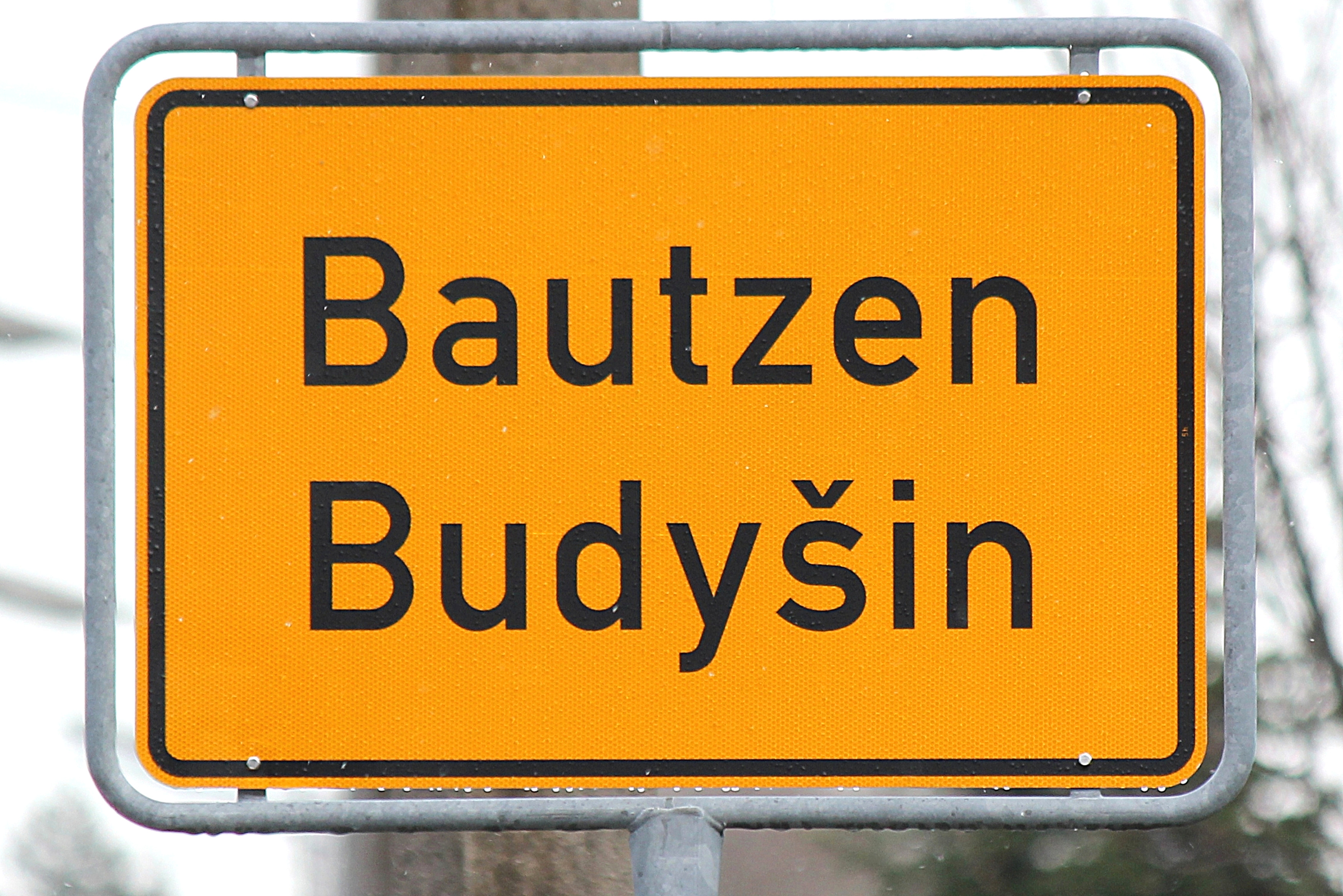
Dvojjazyčné názvy ulic v Budyšíně

Ve 40. letech 19. století výrazně zesílilo národní vědomí Lužických Srbů a vyústilo v lužickosrbské národní obrození. Inspiraci tehdejších Lužických Srbů můžeme najít ve dvou pramenech. Prvním byl německý romantismus a německý nacionalismus, který panoval po napoleonských válkách a který se přenesl také na Lužické Srby. Druhým byla idea součásti velkého ,slovanského společenství národů‘ a slovanská romantika. Objevuje se silná vazba k česko-slovenskému národnímu obrození. Vydávají se první noviny, v saské části Horní Lužice se šíří zakládací vlna různých společností a sdružení.
K revolučním bojům z roku 1848 se Lužičtí Srbové nepřipojili. Po potlačení drážďanského povstání byly některé požadavky Lužických Srbů splněny. Například výuka v lužické srbštině na gymnáziu v Budyšíně (Bautzen) nebo bohoslužby v hlavním městě Drážďanech. V Prusku byla hornolužická i dolnolužická srbština opět masivně omezena. 
V poslední třetině 19. století probíhá silná asimilace lužickosrbského obyvatelstva, většina Lužických Srbů již vyrůstá dvoujazyčně (bilingválně).

### 20. století
Roku 1912 byla založena dodnes existující Domowina jako zastřešující organizace lužickosrbských sdružení. Po porážce Německa v první světové válce propagovaly některé vůdčí osobnosti Lužických Srbů vlastní srbskou správní jednotku, která by pokud možno byla úzce spjata se vznikajícím Československem. Výmarská ústava pak zaručovala neněmeckým částem obyvatelstva svobodný vývoj, ale chyběly zákony, které by jej realizovaly.
V prvních měsících vlády národního socialismu byl učiněn pokus Lužické Srby násilně integrovat. Chytrým vedením jako jediná organizace přežila Domowina, která odporovala všem pokusům Lužické Srby integrovat jako slovansky mluvicí Němce do nacistického konceptu. NSDAP proto roku 1937 Domowinu zakázala. Byly připravovány plány na vysídlení lužickosrbského obyvatelstva po konečném vítězství.
Po druhé světové válce byla část Lužice ležící východně od linie Odra-Nisa začleněna do poválečného Polska. Na zbývajícím území německé části Lužice neexistoval jednotný program následujícího vývoje. Lužickosrbský národní výbor se sídlem v Praze prosazoval odtržení Lužice od Německa a její připojení k Československu. Také znovu obnovená Domowina podporovala myšlenku autonomie Lužických Srbů. KPD/SED, která mezi Srby však měla zanedbatelnou členskou základnu, bojovala o jejich integraci do budoucí NDR a slibovala rozsáhlou podporu. Do roku 1948 byli Srbové výrazně podporováni z Prahy (gymnázium, tiskárna, rozhlasové pořady, finanční podpora atd.), což byla pro německé komunisty stálá výzva. Roku 1948 přijala saská sněmovna zákon pro ochranu práv srbského národa. 
V době NDR byla vybudována velkorysá síť lužickosrbských institucí, která byla ročně podporována vysokými finančními částkami: Institut pro srbský národopis (dnes Lužickosrbský institut), Státní ensemble pro srbskou národní kulturu, Nakladatelství Domowina, lužickosrbská redakce v Radiu DDR, několik základních škol, dvě „erweiterte Oberschulen“, Srbské národní divadlo). Cenou za tuto v dějinách Lužických Srbů jedinečnou podporu byla plná integrace do NDR. Domowina byla zcela pod vlivem SED. 
Po roce 1989 se museli i Lužičtí Srbové postavit požadavkům nové politiky. Roku 1989 se utvořilo Srbské národní shromáždění. V roce 1991 byla završena obnova Domowiny ve stylu 20. let. Téměř celá německá část Dolní Lužice je dnes součástí spolkové země Braniborska (německy Brandenburg), nepatrná část náleží ke spolkové zemi Svobodný stát Sasko, k němuž náleží také většina německé části Horní Lužice, jejíž malá část náleží pro změnu k Braniborsku. Síť srbských institucí, která vznikla za NDR, pracuje v současnosti dále. Rovněž se této menšině věnují i akademické instituce, například Institut západních a jižních slovanských studií Varšavské univerzity či Institut slovanských studií Polské akademie věd.
V lužickosrbské oblasti osídlení jsou sídla označena dvojjazyčně. Největší lužickosrbská kulturní centra dnes najdeme v Chotěbuzi a Budyšíně. Srbové provozují vlastní studio v televizi MDR. Práva Lužických Srbů v Sasku dnes zaručuje Ústava Svobodného státu Sasko, Zákon o právech Srbů ve svobodném státě Sasko z roku 1999 a další právní předpisy.

## Některé tradice a zvyky Lužických Srbů
Ptači kwas (dolnoluž. ptaškowa swajźba)Ptačí svatba (jen v Horní Lužici) 25. ledna. Dnes dětský zvyk, kdy děti za okno staví prázdný talíř, aby se nechaly obdarovat od ptáků, kteří toho dne slaví svatbu. Děti se pak také přestrojí za ptáky a po vesnici vybírají dary. Zvyk opět vychází z předkřesťanské doby, kdy lidé věřili v posmrtný život v ptačí podobě – jednalo se tedy o milodar zemřelým v podobě potravy.
Zapustowy pśeśěgMasopustní průvod. Zvyk podobný českému. Koná se například v Chotěbuzi
Debjenje jutrownych jejkowZdobení velikonočních vajec. Velikonoční zvyk podobný českému.
Walkowanje jutrownych jejkowKoulení velikonočních vajec. Soutěživý velikonoční, stále živý zvyk např. ve Slepu.
Křižerjo ale i Jutrowne jěchanje (1. velikonoční svátek)Velikonoční jízda. Tento zvyk má kořeny už v předkřesťanské době. V magickém kruhu objížděli zemědělci plužinu vesnice, aby uchránili mladou setbu před zlými bytostmi. V křesťanské době se Velikonoční jízda (německy Osterreiten) změnila v procesí několika stovek jezdců na koních. V současnosti jezdí asi 1 700 jezdců v několika jízdách/procesích.
ChodojtypalenjePálení čarodějnic. Zvyk podobný českému.
MejestajenjeStavění májky. Zvyk podobný českému.
Łapanje kokota„Chytání kohouta“, soutěž spjatá s oblastí Dolní Lužice, jejímž vítězem se stává ten, kdo utrhne při jízdě na koni ve cvalu hlavu nebo křídla kohoutovi, který je uvázán v určité výšce. Vítěz si pak může se zavázanýma očima z kruhu dívek vybrat královnu. Dříve se používal kohout živý, v průběhu 20. století se začal nahrazovat kohoutem mrtvým.
Lužická svatbaVýrazné zvyky spojené se svatbou a dnes již prakticky opuštěné.